# Ao 192
L'Ago Ao 192 est un bimoteur de transport léger allemand qui a effectué son premier vol en 1935.
Dessiné par l’ingénieur Johann Müller, ce bimoteur de liaison et transport léger était un monoplan à aile basse cantilever sur lequel l’aérodynamique était particulièrement étudiée. Il comprenait un fuselage métallique de structure monocoque, une voilure bilongeron réalisée en trois éléments, toute l’envergure de la section centrale étant occupée par un volet de bord de fuite, un train classique escamotable. Le revêtement était tenu par des rivets à tête noyée et le fuselage aménagé pour deux pilotes et 5 passagers.

## Trois prototypes
Le premier prototype, Ao 192 V1 [D-OAGO], effectua son premier vol au cours de l’été 1935, suivi rapidement du Ao 192 V2 [D-OCTB] qui se distinguait par un stabilisateur implanté plus haut et contreventé. Équipés de 2 moteurs Argus As 10C de 275 ch, ces prototypes participèrent au Deutschlandsflug de 1936 et on vit le V2 engagé dans les Isle of Man Races en Grande-Bretagne en juin 1938.

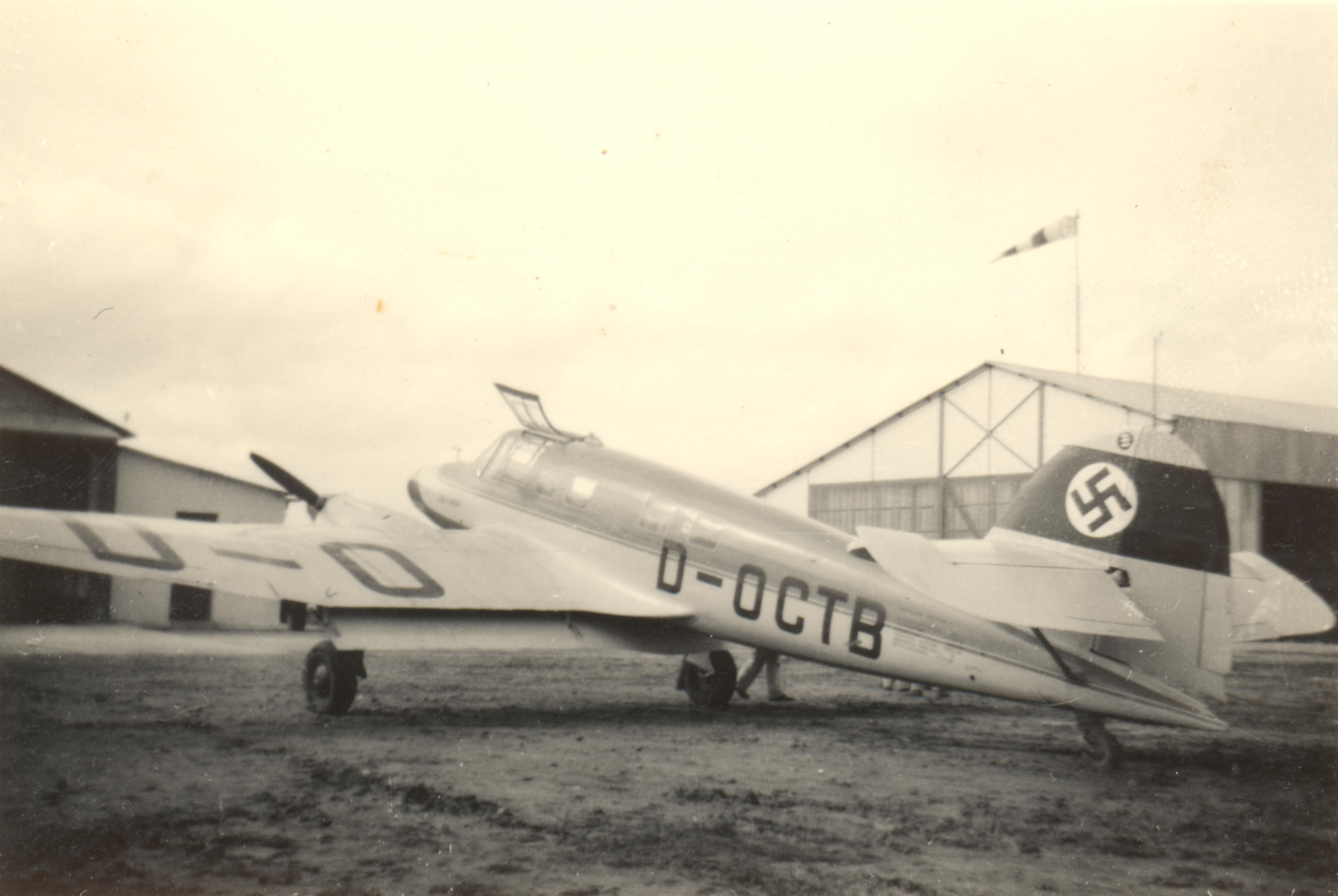
Ao 192 V2 : 2e prototype D-OCTB, photographié à Tunis en 1939

Appareil de présérie, le Ao 192 V3 [D-OAFW] se distinguait par un fuselage réaménagé pour embarquer 6 passagers, des moteurs Argus As 10E de 270 ch entraînant des hélices à pas variable Argus-Schwarz, des nacelles moteur allongées permettant un relevage du train vers l’arrière et non dans la voilure. Cet appareil vola en 1938 et participa l’année suivante à la course Frankfort-Rebstock. Cet appareil se voulait le prototype de la version civile Ao 192B, une des nombreuses versions envisagées pour cette machine moderne dont l’Allemagne n’avait pas besoin : pas assez gros ni assez confortable pour le transport commercial, trop cher pour le grand tourisme. Négligé comme avion postal, l’Ao 192 était aussi  produit par un industriel submergé de contrats de sous-traitance prioritaires, ce qui explique en partie que la Luftwaffe lui ait préféré le Siebel Si 204.

## Six appareils de série, 11 versions envisagées
6 exemplaires de série seulement furent donc construits, dont trois ont été portés sur le registre civil allemand: Le [D-ODAF] qui servit aux déplacements personnels de Robert Ley, le [D-OSSS] affecté à l’État-major de la Waffen-SS et le [D-OLER] utilisé comme avion de liaison par l'E.Stelle de Rechlin.
Les versions prévues pour cet appareil sont les suivantes :
- Ao 192BS : Appareil sanitaire civil pour 2 pilotes, 2 civières et un infirmier.
- Ao 192BV : Avion de transport utilitaire civil, facilement convertible en cargo léger.
- Ao 192BL : Avion de photographique et cartographie aérienne.
- Ao 192CA : Triplace de reconnaissance avec 2 mitrailleuses fixes avant, 1 mitrailleuse dorsale, appareils de prise de vue et 8 bombes de 10 kg.
- Ao 192CR : Bombardier léger, même armement que le précédent mais 4 bombes de 50 kg.
- Ao 192CL: Reconnaissance photographique, même armement que le précédent.
- Ao 192CN : Disperseur d'écrans de fumée.
- Ao 192CS : Transport sanitaire militaire.
- Ao 192DF : Classe volante de radio-navigation, avec 2 pilotes et 3 élèves.
- Ao 192DV : Avion de grand tourisme.
- Ao 192E-1 : Transport pour 4 passagers.